# Shaji N. Karun
Shaji N. Karun   (Kol·lam, 1 de gener de 1952 - Thiruvananthapuram, 28 d'abril de 2025) va ser un director de cinema i director de fotografia indi. La seva pel·lícula de debut Piravi (1988) va guanyar la Càmera d'Or al 42è Festival Internacional de Cinema de Canes. Va ser el primer president de la Kerala State Chalachitra Academy, la primera acadèmia de cinema i televisió a l'Índia i també va ser el president executiu del Festival Internacional de Cinema de Kerala (IFFK) de 1998 a 2001. És conegut sobretot per les seves pel·lícules guardonades Piravi (1988), Swaham (1994), Vanaprastham (1999) i Kutty Srank (2009). Va guanyar el National Film Award a la millor direcció per la seva pel·lícula debut Piravi. També va guanyar dos Kerala State Film Award al millor director per les seves pel·lícules Swaham i Vanaprastham. Actualment, és el president de Kerala State Film Development Corporation.

## Biografia
Shaji N. Karun va néixer el dia d'Any Nou de 1952, com el fill gran del Sr. N. Karunakaran i la Sra. Chandramati a l'actual districte de Kollam a l'antic estat de Travancore (ara Kerala), Índia. La família es va traslladar a Thiruvananthapuram, la capital de l'estat el 1963. Va fer la seva escola a Palkulangara H.S. i va obtenir una llicenciatura a l'University College, Thiruvananthapuram. El 1971 va ingressar al Film and Television Institute of India, on es va diplomar en cinematografia. La seva pel·lícula de diploma Genesis (1974), dirigida per Rahul Dasgupta, va obtenir molts premis i va començar la seva carrera. Va guanyar la medalla d'OR en graduar-se l'any 1974. Després de graduar-se, va treballar a ISRO Ahmedabad, Mumbai TV, Madras Film Industry per contracte fins al 1975 quan el Kerala State Film Development Corporation (KSFDC) estava a punt de crear-se. Va esdevenir responsable amb el president fundador P R S Pillai i el seu llavors director general G.Vivekanandan de la planificació, dissenyant visions futures de KSFDC per recuperar la indústria cinematogràfica que fins aleshores estava arrelada a Madras. El seu paper amb la participació en activitats cinematogràfiques significatives a través de la contribució de KSFDC i de gegants coneguts en cineastes malayalam va donar lloc a molts èxits històrics al cinema malayalam a nivell nacional i internacional.
1998, va iniciar i presidir la primera acadèmia de cinema a l'Índia com a Kerala State Chalachitra Academy sota el govern de Kerala i el lideratge del llavors ministre de Cultura marxista Shri TK Ramakrshnan. És el mateix any que va iniciar el Festival Internacional de Cinema (IFFK) com a competitiu i, a més, la FIAPF va reconèixer el festival com a competitiu internacional sota el seu mandat. Ha presentat tres pel·lícules: Piravi, Swaham, Vanaprastham consecutivament a les seccions oficials de Canes, un èxit rar per a qualsevol cineasta d'arreu del món, on la pel·lícula Swaham va estar a la competició de Canes el 1994. Des de llavors, fins ara, cap pel·lícula de l'Índia ha estat seleccionada per competir per la Palma d'Or de Canes. És l'únic cineasta malayalam que va aconseguir tres millors pel·lícules nacionals (Piravi, Vanaprastham, Kuttysrank) en llengua malayalam.

## Vida personal
Shaji es va casar amb Anasuya Warrier, filla del Dr. P. K. R. Warrier, que va ser el seu veí a Trivandrum durant força temps, l'1 de gener de 1975. Després d'una breu estada a la ciutat sud de l'Índia de Madras, va tornar a Thiruvananthapuram a 1976 on va aconseguir un nomenament com a funcionari de cinema a la recentment creada Corporació de Desenvolupament de Cinema de l'estat. Tenen 2 fills, Anil i Appu. La seva associació amb el llegendari cineasta malayalam G. Aravindan va començar en aquest moment. Després va continuar treballant amb directors notables com G. Aravindan, K. G. George i M. T. Vasudevan Nair com a director de fotografia. La seva carrera també s'estén a moltes activitats del govern de l'Índia i Kerala on va exercir com a assessor en decisions polítiques. El 20è Festival Internacional de Cinema de Kerala, dirigit pel govern de Kerala, el 4 i l'11 de desembre de 2015, sota la seva capacitat d'assessorament, fou assenyalat per la premsa i els amants del cinema com el millor dels festivals celebrats fins ara. A l'agost de 2018, és seleccionat per al càrrec de 8è president de Purogamana Kala Sahitya Sangham (Progressive Arts & Literary Organization) una Associació per a l'Art i les Lletres. El 31 de maig de 2019, el govern de Kerala l'ha nomenat president de Kerala State Film Development Corporation i va assumir el càrrec a partir del 17 de juny de 2019.

## Carrera en direcció cinematogràfica
Shaji va debutar com a director amb la pel·lícula em malayalam Piravi ("El naixement", 1988), que li va valer la prestigiosa Caméra d'Or - Menció d' honor al 42è Festival Internacional de Cinema de Canes. Mentre que Piravi parlava del dolor d'un pare que perd el seu fill, la segona pel·lícula de Shaji, Swaham (1994) va continuar amb el tema del dol. Swaham va ser seleccionat per competir al 47è Festival Internacional de Cinema de Canes. Vaanaprastham ("La dansa final", 1999) va tractar la crisi d'identitat a què s'enfronta un actor. Mohanlal va fer el paper principal en aquesta pel·lícula. Va dirigir la pel·lícula Nishad, feta en hindi, que es va acabar el maig de 2002, i es va estrenar al Festival Internacional de Cinema de Fukuoka celebrat el setembre de 2002 al Japó. La seva darrera pel·lícula es titula Kutty Srank amb Mammootty interpretant el paper principal. La pel·lícula es va estrenar a les sales de Kerala el juliol de 2010. Swapaanam amb Jayaram i Kadambari s'ha estrenat al Festival Internacional de Cinema de Dubai el 8 de desembre de 2013, un rar reconeixement per al cinema malayalam com a estrena mundial fora de l'Índia. Olu, la seva darrera pel·lícula, sota 'percepció fantàstica' i narrativa, havia estat escollida pel·lícula inaugural de les seleccions de pel·lícules de Panorama indi presentades al Festival Internacional de Cinema de l'Índia Goa- 2018. OLU també ha estat escollida com a "PEL·LÍCULES D'OBERTURA" de dos grans festivals internacionals de cinema: festival internacional de cinema d'INNSBRUCK 2019.ÀUSTRIA, ISOLA Cinema International film festival 2019, ESLOVÈNIA. Olu també va guanyar el premi National Film Award a la millor fotografia (2018) als 66ns National Film Awards.
També ha realitzat una desena de curtmetratges i documentals. A més de fer pel·lícules, Shaji Karun ha estat actiu com a jurat en molts festivals internacionals de cinema i un participant actiu en àmbits governamentals i acadèmics. Va ser el primer president de la Kerala State Chalachitra Academy, la primera acadèmia de cinema i televisió a l'Índia i també va ser el president executiu del Festival Internacional de Cinema de Kerala de 1998 a 2001.

## Premis i fites

### Honors nacionals i internacionals
- Life Time Achievement Award- 12th Jaipur International Film Festival INDIA-2020
- Life Time Achievement- Tirol: IFFI Prize (2014) Festival de cinema d'Innsbruck, ÀUSTRIA
- Padma Shri el 2011 INDIA[7]
- Orde de les Arts i les Lletres (1999) FRANÇA
- El primer premi Sir Charles Chaplin per commemorar el centenari del naixement de Chaplin (1989) Festival Internacional de Cinema d'Edimburg, Regne Unit

### Com a director de fotografia
- Premi Eastman Kodak a l'excel·lència, Festival Internacional de Cinema de Hawaii (1989)
- National Film Award: Thampu (Circus Tent) (1979)
- Premis del govern de Kerala: Kanchana Sita (1977), Esthappan (1981), Onnumuthal Poojayam Vare (1986)

### Com a director
- 47è Festival Internacional de Cinema de Canes, nominat a la Palma d'Or (Millor pel·lícula): Swaham (1994)[5]
- 42è Festival Internacional de Cinema de Canes, Caméra d'Or (Menció especial): Piravi (1989)[8]
- Festival de Cinema de Londres, pel·lícula destacada: Piravi (1989)
- Festival Internacional de Cinema de Locarno, Gran Premi del Jurat (Pardo de Plata): Piravi (1989)
- Festival Internacional de Cinema de Hawaii, Millor pel·lícula Piravi (1989)
- Festival Internacional de Cinema de Chicago, EUA, Hugo de Plata
- Festival de Cinema de Fajr. Iran Crystal Simorgh
- Bergamo Film Meeting, Itàlia Rosa Camuna 1990
- Festival Internacional de Cinema d'Innsbruck, Millor pel·lícula d'Àustria 1995
- Bergamo Film Meeting, Itàlia Bronze Rosa Camuna 1995
- 52è Festival Internacional de Cinema de Canes: Vanaprastham es va projectar a la secció Un Certain Regard del festival (1999)[9]
- Mumbai International Film Festival, Premi FEPRISCI, 1999
- Festival Internacional de Cinema d'Istanbul, Gran Premi del Jurat: Vanaprastham (2000)

National Film Awards:
- 2009 – Millor pel·lícula – Kutty Srank
- 1999 – Millor pel·lícula – Vanaprastham
- 1997 – Millor curtmetratge – Sham's Vision (Anglès)
- 1994 – Premi Especial del Jursy – Swaham
- 1988 – Millor pel·lícula – (Productor) Piravi
- 1988 – Millor director – Piravi
- 1979 – Millor fotografia (Blanc & Megre) – Thampu

Kerala State Film Awards:
- 1999 – Millor director – Vanaprastham
- 1994 – Segona millor pel·lícula – Swaham
- 1994 – Millor director – Swaham
- 1988 – Segona millor pel·lícula – Piravi
- 1986 – Millor fotografia – Onnu Muthal Poojyam Vare
- 1979 – Millor fotografia – Esthappan
- 1977 – Millor fotografia – Kanchana Sita

Filmfare Awards Souths:
- 1989: Filmfare Award al millor director – Malayalam – Piravi

## Filmografia com a director
- Amrita (2022 en desenvolupament)
- Oolu (2018)
- Swapaanam (2013)
- Kutty Shranku (2009)
- Nishad (2002)
- Vanaprastham (1999)
- Swaham (1994)
- Piravi (1988)

### Curtmetratges
- Wild Life of Kerala (1979)
- Kerala Carnival (1980)
- Kannikal (1986)
- Sham's Vision (1996)
- Bhavam (1998)
- G. Aravindan (2000)
- Big Man & Small World (2002)
- Yathrakkidayil (2004)
- Moving Focus-A Voyage with K G Subramanyan (2006)
- AKG (2007)
- "Fine Balance" (2010)
- "Waiting" (2011)
- Signature film- INTERNATIONAL FILM FESTIVAL OF INDIA (2012)
- "Artist Namboodiri-'NERUVARA'/'trueline' " (2015)

## Com a director de fotografia
- Genesis (1974)
- Lakshmi Vijayam (1976)
- Njavalppazhangal (1976)
- Kanchana Sita (1977)
- Muhoorthangal (1977)
- Thampu (1978)
- Kanchana Sita (1978)
- Kummatty (1979)
- Esthappan (1979)
- Pokkuveyil (1981)
- Enikku Vishakunnu (1982)
- Koodevide (1983)
- Manju (1983)
- Lekhayude Maranam Oru Flashback (1983)
- Mangalam Nerunnu (1984)
- Panchavadi Palam (1984)
- Chidambaram (1985)
- Meenamasathile Sooryan (1985)
- Principal Olivil (1985)
- Nakhakshathangal (1986)
- Arappatta Kettiya Gramathil (1986)
- Ek Chadar Maili Si (1986)
- Neram Pularumbol (1986)
- Meenamasathile Sooryan (1986)
- Onnu Muthal Poojyam Vare (1986)
- Panchagni (1986)
- Oridathu (1987)
- Marattam (1988)
- Unni (1989)
- Antim Nyay (1993)
- Sargam (1992)